# Vinícius Bacaro
Vinícius Tunes Bacaro (San Paolo, 20 agosto 1978) è un giocatore di calcio a 5 brasiliano naturalizzato italiano, campione europeo con la nazionale italiana nel 2003.

## Carriera

### Club
Cresciuto calcisticamente nel Palmeiras è poi passato a tempo pieno al calcio a 5 giocando con lo stesso Palmeiras, il G.M. Sao Caetano, il Corinthians, l'Esporte Clube Banespa per poi approdare in Italia.
Nella sua carriera italiana l'elegante mancino ha giocato nella Lazio e nella Roma RCB (poi confluita nella Roma Futsal) dopodiché nel 2005 è passato alla corte degli spagnoli del ElPozo Murcia Turística dove ha conquistato il campionato spagnolo 2005-06 e nella stessa stagione è stato votato come Mejor ala-pívot LNFS. Nella successiva stagione ha concesso il bis assieme ai compagni, confermandosi campione di Spagna.
Dopo quattro stagioni torna dalla Spagna per giocare nella Lazio del neo presidente Andrea Montemurro vincendo una Coppa Italia . Il 22 luglio 2014 la neopromossa Latina ne annuncia il suo acquisto, presentando contestualmente il giocatore alla stampa.Nel mese di giugno 2015 firma con la A.S.Mirafin in C1,vincendo il campionato e la scarpa d'oro con 50 reti. Sempre con la Mirafin 2016-2017 si ripresenta nel Nazionale in serie B, nel mercato invernale si trasferisce all'Olimpus Roma dove riesce a realizzare 17 reti. Nella stagione 2017-2018 lo ingaggia la Cioli di Ariccia in serie B dando il suo apporto con 16 reti. Nel 2018-2019 firma per il Ciampino Anni Nuovi in A/2 firmando 22 reti.Nel 2019-2020 si ferma ipotizzando un possibile ritiro, ma la passione per questa disciplina è infinita, così decide di tornare a calcare i campi di giuoco, lo fa con l'Eur Massimo in serie B neo promossa dove vince una coppa Italia di categoria. 

### Nazionale
Con il Brasile ha vinto il Mundialito disputato a Reggio Calabria nel marzo 2002, superando in finale l'Italia per 3-1. Tuttavia, non essendo una manifestazione ufficiale, l'anno seguente Bacaro ha potuto debuttare nella nazionale italiana, di cui già possedeva la cittadinanza in virtù dei natali di un bisnonno originario di Padova. Con la maglia azzurra ha disputato un totale di 46 gare, segnando 24 gol; viene ricordato soprattutto per essere stato l'autore dell'unico gol nella finale del Campionato Europeo 2003 che ha permesso all'Italia di battere l'Ucraina e laurearsi campione d'Europa.

## Palmarès

### Club

#### Competizioni nazionali
- Campionato spagnolo: 2

ElPozio Murcia: 2005-06, 2006-07
- Coppa di Spagna: 2

ElPozio Murcia: 2007-08
Inter: 2008-09
- Supercoppa di Spagna: 2

ElPozio Murcia: 2006
Inter: 2008
- Coppa Italia: 2

Lazio: 2002-03, 2010-11
- Coppa Italia di Serie B: 1

Eur Massimo: 2020-21

#### Competizioni internazionali
- Coppa Iberica: 1

ElPozo Murcia: 2007
- Coppa UEFA: 1

Inter: 2008-09

### Nazionale
- Campionato d'Europa: 1

Italia: 2003

### Individuale
- 1 MVP UEFA Futsal Championship 2003

- 1 Miglior Ala-Pívot della LNFS (05/06)

- 3 Miglior giocatore al mondo Taipei 2004